# Nombre triangulaire centré

Représentation du quatrième nombre triangulaire centré.

Un nombre triangulaire centré est un nombre figuré polygonal centré qui peut être représenté par un triangle équilatéral avec un point placé en son centre et tous ses autres points disposés en couches triangulaires autour de ce centre. Ainsi, le n-ième triangle centré comporte n points sur chaque côté.

## Relation de récurrence et formule explicite
Pour tout entier n ≥ 2, la n-ième couche triangulaire équilatérale comporte 3(n – 1) points (ce nombre est parfois appelé le n-ième gnomon)[réf. souhaitée]. Par conséquent :
{\displaystyle C_{3,n}=C_{3,n-1}+3(n-1)},
si bien que le n-ième nombre triangulaire centré est 1 + 3 fois la somme des entiers de 1 à n – 1 :
{\displaystyle C_{3,n}=1+3\,{\frac {n(n-1)}{2}}={3n^{2}-3n+2 \over 2}}.

## Exemples
Les trois plus petits nombres triangulaires centrés sont :
{\displaystyle C_{3,1}={\color {red}1},}
{\displaystyle C_{3,2}=1+{\color {orange}3}=4,}
{\displaystyle C_{3,3}=4+{\color {green}6}=10.}
Le quatrième est :
{\displaystyle {\begin{aligned}C_{3,4}&={\color {red}1}+{\color {orange}3}+{\color {green}6}+{\color {blue}9}\\&={\color {red}1}+3\left({\color {orange}1}+{\color {green}2}+{\color {blue}3}\right)\\&={\color {red}1}+3\times 6\\&=19.\end{aligned}}}

## Relations avec les nombres triangulaires
- Le (n – 1)-ième nombre triangulaire (non centré) étant Tn–1 = n(n – 1)/2, on a donc :

{\displaystyle \forall n\geqslant 1\quad C_{3,n}=1+3\,T_{n-1}}.
- Tout nombre triangulaire centré supérieur ou égal à 4 est la somme de trois nombres triangulaires consécutifs :

{\displaystyle \forall n\geqslant 2\quad C_{3,n}=T_{n-2}+T_{n-1}+T_{n}}.

## Listes de nombres triangulaires centrés
- Les nombres triangulaires centrés forment la suite A005448 de l'OEIS : 1, 4, 10, 19, 31, 46, 64, 85, 109, 136, etc.
- La sous-suite de ceux qui sont premiers est la suite  A125602 : 19, 31, 109, etc.
- {\displaystyle C_{3,n}=T_{m}\Leftrightarrow m=3k+1\;{\text{et}}\;(2n-1)^{2}-3(2k+1)^{2}=-2.}
Les trois plus petits nombres à la fois triangulaires centrés et triangulaires sont donc C3, 1 = 1 = T1, C3, 3 = 10 = T4 et C3, 10 = 136 = T16 (voir la suite  A128862).[pertinence contestée]

## Somme de nombres triangulaires centrés
Pour tout entier n ≥ 1, la somme des n plus petits nombres triangulaires centrés est :
{\displaystyle C_{3,1}+~...~+~C_{3,n}={n(n^{2}+1) \over 2}.}
Si n > 2, cette somme est la constante magique de tout carré magique normal d'ordre n.